# Hà Lang
Hà Lang là một xã thuộc huyện Chiêm Hóa, tỉnh Tuyên Quang, Việt Nam.
Xã Hà Lang có diện tích 77,65 km², dân số năm 1999 là 2916 người, mật độ dân số đạt 38 người/km².